# Harald Prinz
Harald Prinz (* 1965/1966) ist ein deutscher Sportfunktionär.

## Leben
Prinz war von 2002 bis Frühjahr 2007 Manager der Tigers Tübingen in der Basketball-Bundesliga. wurde ab dem 1. April 2007 Manager des Fußballmannschaft SSV Reutlingen und arbeitet hauptberuflich für das EDV-Unternehmen Spectra. Ein Angebot, Ende des Jahres 2008 als Manager zum Tübinger Basketball-Bundesligisten zurückzukehren, lehnte er ab. Manager beim SSV Reutlingen war Prinz bis 2009.